# 张玺故居
36°03′29″N 120°19′29.4″E / 36.05806°N 120.324833°E
张玺故居，位于今中华人民共和国山东省青岛市市南区莱阳路28号甲，原为旅馆，1950年后为中国科学院海洋研究所办公楼，海洋动物学家张玺在海洋所任职时曾在此办公、居住。现为市南区文物保护单位。

## 历史
莱阳路28号甲约建于1920年代。1935年冬至1936年新年（一说1936年秋后至次年春节），诗人、翻译家卞之琳与诗人何其芳在青岛暂居，卞之琳在此期间翻译法国作家纪德的《赝币制造者》。据其回忆，“我们年终倒又在小青岛对面的一家休冬闲的旅馆里有了一个团聚几天的机会”、“是太平路东端一家俄国人开的旅馆，冬天歇业，看门人收几个住客，落点收入”，一般认为卞之琳、何其芳下榻的旅馆即为莱阳路28号甲，学者鲁海称此处旅馆当时名为“远东饭店”。抗战时期，此处被华北交通株式会社占用为宿舍，称为“莱阳寮”。抗战结束后该楼曾为“荷兰饭店”（Dutch Villa）。

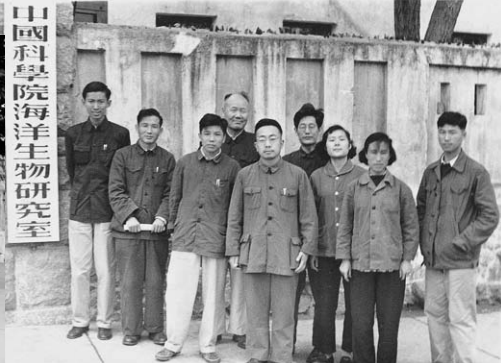
中科院海洋生物研究室贝类组在莱阳路28号门前合影，左四为张玺，左六为齐钟彦

海洋动物学家张玺1935至1936年曾在青岛参加北平研究院与青岛市政府联合组织的“胶州湾海洋动物采集团”，调查青岛沿海海洋动物及环境。1950年3月13日，张玺、吴征镒、王家楫受中国科学院派遣赴青岛与童第周、曾呈奎商议建立青岛海洋生物研究室，并选定此处为实验室址。同年8月1日，中国科学院水生生物研究所青岛海洋生物研究室正式成立，童第周为主任，张玺、曾呈奎为副主任。10月，张玺率齐钟彦、刘瑞玉等从北京水生生物所到青岛正式参加工作，张玺在莱阳路28号二楼办公、居住，其家眷并未到青岛。1954年1月1日，青岛海洋生物研究室改为直属中国科学院，1957年8月22日扩大建制为中国科学院海洋生物研究所。此后，该所在莱阳路28号斜对面的莱阳路61号新建办公楼，张玺的办公居住地随之迁至莱阳路61号二楼。1959年1月7日，海洋生物研究所扩大建制为中国科学院海洋研究所，所长童第周，副所长张玺、曾呈奎、孙自平等。1966年夏，海洋所迁至南海路7号现址，张玺可能曾短暂在此居住、办公。
张玺在青岛期间，主要开展对海洋软体动物、原索动物的研究，编著或参与编纂了《青岛沿海后腮类的研究》、《贝类学纲要》等著作。此外多次外出参与大规模调查、参与国际学术会议，并筹建中国科学院南海海洋研究所，兼任中国科学院动物研究所研究员、中国海洋湖沼学会理事长、山东省政协副主席等职。1967年7月10日在青岛逝世。
2003年，青岛市人民政府将莱阳路28号甲张玺故居作为文化名人故居挂牌保护。2013年3月1日，该建筑列入第二批市南区文物保护单位。该建筑2010年代曾为“琴岛通”电子公交卡客服中心，产权归属青岛市交通委。其后经整修于2021年改为一处私营博物馆。